# Bermuda i olympiska vinterspelen 2010
Bermuda deltog med en deltagare vid de olympiska vinterspelen 2010 i Vancouver. Landets deltagare erövrade ingen medalj.

## Längdskidåkning
- Tucker Murphy